# 島丹誠堂図案社
島丹誠堂図案社（しまたんせいどうずあんしゃ）は、東京都中央区銀座にあったグラフィックデザイン企業。日本初の図案社といわれ、戦前の新聞や書籍など多くの広告図案を手掛けた。

## 沿革
1902年（明治35年）に、島欽一が銀座・瀧山町にあった東京朝日新聞本社の隣で創業した。
当時の銀座は、東京五大新聞（東京日日新聞、報知新聞、時事新報、國民新聞、東京朝日新聞）が進出し、1883年10月の「時事新報」で福沢諭吉が新聞広告の有用性を説いたことで、弘報堂、廣告社、時事通信社などの広告代理店も多数開業した。そのような中で島丹誠堂が広告図案の商売を始めると、これらの図案作成を一手に引き受けることになり、新聞社のほか大手雑誌社、一流化粧品メーカー、製薬会社など、300件の固定客を抱えた。
大正期には数寄屋橋前（現、銀座ソニーパークの一角）に移り、1930年（昭和5年）には同地に社屋を建設した。
島丹誠堂が扱う広告図案は、新聞や書籍などの口絵・広告、チラシ広告、カタログやポスターの図案、企業や店舗の看板・ロゴマークなど多岐にわたった。1935年当時の就職誌では「（図案工について）数多の種類に分かれるが、書家でもなく看板屋でもない職業で、文案家に対抗する独自の書工である。東京では京橋の島丹誠堂が有名だが、その他に何々図案社と言った会社が数え切れない程ある。」と紹介されている。
戦後、銀座中央通りの白牡丹ビルに移転した。
1990年頃、閉店。

## 歴代社長
- 1902年- 島欽一
- 1941年- 島眞一（欽一の二男、東京美術学校図案科卒）
- 1983年- 島元次（欽一の三男、東京美術学校図案科卒）

## 主な関係者
- 島州一[1]
1972年にニクソン大統領と周恩来首相の会談の様子を、椅子と布団を使ったシルクスクリーンで表現し、第7回ジャパン・アート・フェスティバルで大賞を受賞した。
- 廣瀬貫川
1930年に独立して日本デザイン社を開業。1934年の日米野球でベーブ・ルースのポスター（野球殿堂博物館蔵）を描いた。
- 松岡栄三
1946年に独立してマツオカスタヂオ（グラフィックデザインの企画製作会社）を設立、東京商業美術協同組合理事を務める。
- 鈴木利男
1953年にデザイナーとして独立、鈴木画房（後に株式会社S.D.G.に改称、2010年解散）を開業した。

## 関連文献
- 瀬田兼丸『遠ざかる大正私の銀座 広告代理業の草分け弘報堂の回想とともに』新泉社、1986年10月、163,290頁。[3]